# Mashaal
Mashaal (tłum. Pochodnia) to bollywoodzki dramat i film akcji z 1984 roku wyreżyserowany przez sławnego Yash Chopra (Darr, Veer-Zaara). W rolach głównych Dilip Kumar, Anil Kapoor, Waheeda Rehman i Rati Agnihotri. W drugoplanowych Nilu Phule, Iftekhar, Saeed Jaffery, Gulshan Grover, Alok Nath, Madan Puri i Amrish Puri. W centrum filmu wręcz ojcowska relacja między zabijaką ze slumsów a dziennikarzem idealistą. W filmie obrazy święta Holi.
Film powstał w oparciu o znaną sztukę Ashroonchi Zhali Phulenapisana przez znanego dramaturga (w marathi) Vasant Kanetkar.

## Fabuła
Zaangażowany dziennikarz Vinod Kumar (Dilip Kumar) demaskując w swoim artykule sławnego biznesmena S.K. Vardhana (Amrish Puri) jako gangstera traci pracę. Wkrótce on i jego żona Sudha (Waheeda Rehman) są zmuszeni zamieszkać w mumbajskich slumsach Dongarbhatti. Tam Vinod konfrontuje się z miejscowym zabijaką Rają (Anil Kapoor). Mimo zniszczenia jego bimbrowni Vinod fascynuje młodego człowieka. Wkrótce dziennikarz zastępuje Rai ojca. Wysławszy go na studia zmienia jego los łącząc go z Geetą (Rati Agnihotri) i zaangażowanym społecznie dziennikarzem Dineshem (Alok Nath). Vardhan jednak nie może pozwolić na to, by Vinod w swojej niezależnej drukarni w slumsach drukował oskarżające go artykuły. Wkrótce znów objawia się w jego życiu powodując kolejne straty.

## Obsada
- Mohan Agashe jako Keshav
- Rati Agnihotri jako Geeta
- Vikas Anand jako Inspektor
- Avtar Gill jako Mohan
- Gulshan Grover jako Munna
- Iftekhar jako Doktor
- Saeed Jaffrey jako Kishorilal
- Anil Kapoor jako Raja
- Annu Kapoor jako Nagesh (Cameo)
- Dilip Kumar jako Vinod Kumar
- Harish Magon jako Damodar
- Alok Nath jako Dinesh
- Nilu Phule jako Vithal Rao
- Amrish Puri jako S.K. Vardhan
- Madan Puri jako Tolaram
- Waheeda Rehman jako Sudha Kumar
- Nitin Sethi jako Mehta

## Piosenki
1. Holi Aai Re
2. Zindagi Aa Raha Hu Main
3. Mujhe Tu Yaad Karna

## Nagrody
- 1984 Nagroda Filmfare dla Najlepszego Aktora Drugoplanowego – Anil Kapoor